# Rubia linii
Rubia linii là một loài thực vật có hoa trong họ Thiến thảo. Loài này được J.M.Chao miêu tả khoa học đầu tiên năm 1966.